# Acanthocyclops gordani
Acanthocyclops gordani is een eenoogkreeftjessoort uit de familie van de Cyclopidae. De wetenschappelijke naam van de soort is voor het eerst geldig gepubliceerd in 1971 door Petkovski.